# Bretagne Classic Ouest-France
Das Bretagne Classic Ouest-France (früher Grand Prix Ouest-France bzw. Grand Prix de Plouay Ouest-France) ist ein französisches Straßenradrennen für Männer.
Das Eintagesrennen, das seinen Termin für gewöhnlich Ende August hat, wurde erstmals im Jahr 1931 ausgetragen. Bis 1988 hieß das Rennen nach dem Austragungsort, dem bretonischen Plouay, Grand Prix de Plouay Ouest-France. Von 1989 bis 2015 trug es den Namen Grand Prix Ouest France.
Mit Einführung der UCI ProTour in der Saison 2005 wurde das Rennen Teil dieser Rennserie der wichtigsten Straßenradrennen des Jahres. Seit 2011 gehört das Rennen zur Nachfolgeserie UCI WorldTour. Der Grand Prix Ouest-France war außerdem von 1992 bis 1998 ein Teil des Coupe de France, einer Rennserie von französischen Eintagesrennen. Rekordsieger sind Oliver Naesen, Philippe Bono, Armand Audaire, Emile Guérinel, Jean Gainche, Fernand Picot, Jean Jourden, Jacques Bossis und Gilbert Duclos-Lassalle die das Rennen jeweils zweimal für sich entscheiden konnten.
Das Rennen wird zusammen mit zahlreichen anderen Radsportwettbewerben im Rahmen der Fêtes de Plouay, darunter dem ehemaligen Frauenweltcuprennen und jetzigen UCI Women’s WorldTour-Rennen Grand Prix de Plouay-Bretagne, veranstaltet.

## Strecke
Das Rennen mit Start und Ziel in der französischen Gemeinde Plouay im Département Morbihan in der Bretagne wurde auf einem circa 19,75 Kilometer langen Rundkurs, dem Circuit Jean-Yves Perron, ausgetragen, den die Fahrer elfmal umfahren mussten. Der Rundkurs wurde ab der Austragung des Jahres 2006 um 5,6 Kilometer verlängert, um den Kurs selektiver zu machen. Dadurch mussten die Fahrer nun drei statt der bisherigen zwei Anstiege pro Runde bewältigen. Auf dem Programm standen so 2006 erstmals der Anstieg von Kérihuel (Länge: 2,3 km; durchschnittliche Steigung: 8 %), sowie der in Lezot (1,3 km; 7 %) und in Ty Marrec (1,0 km; 7 %). Im Jahr 2016 wurde das Rennen in Bretagne Classic umbenannt und die Strecke führte in einer großen Runde über 235 Kilometer durch die Bretagne mit dem Ziel diese Region besser in Szene zu setzen.

## Palmarès
| Jahr | Sieger                    | Zweiter                 | Dritter                     |
| ---- | ------------------------- | ----------------------- | --------------------------- |
| 1931 | Fañch Favé                | Pierre Le Doare         | André Godinat               |
| 1932 | Philippe Bono             | Paul Le Drogo           | Ferdinand Le Drogo          |
| 1933 | Philippe Bono             | Raymond Louviot         | Julien Grujon               |
| 1934 | Lucien Tulot              | Jean Keriel             | René Durin                  |
| 1935 | Jean Le Dilly             | E. Le Gallo             | Raymond Drouet              |
| 1936 | Pierre Cogan              | François Lucas          | Jean Le Dilly               |
| 1937 | Jean-Marie Goasmat        | Robert Oubron           | Amédée Fournier             |
| 1938 | Pierre Cloarec            | Robert Tanneveau        | Jean-Marie Goasmat          |
| 1945 | Éloi Tassin               | Christophe Taeron       | Georges Gouyette            |
| 1946 | Ange Le Strat             | Roger Chupin            | Pierre Cogan                |
| 1947 | Raymond Louviot           | Albert Bourlon          | Roger Chupin                |
| 1948 | Éloi Tassin               | Francis Chretien        | Raymond Louviot             |
| 1949 | Armand Audaire            | Guy Butteux             | René Haugustaine            |
| 1950 | Armand Audaire            | André Ruffet            | Germain Mercier             |
| 1951 | Émile Guérinel            | Guy Butteux             | Jean Erussard               |
| 1952 | Émile Guérinel            | François Mahé           | Jean Bobet                  |
| 1953 | Serge Blusson             | Louis Gillet            | Raymond Scardin             |
| 1954 | Ugo Anzile                | Jean Le Guilly          | Jean Cadras                 |
| 1955 | Jean-Jacques Petitjean    | Jacques Dupont          | Joseph Le Cadet             |
| 1956 | Valentin Huot             | René Fournier           | Joseph Morvan               |
| 1957 | Isaac Vitré               | Joseph Morvan           | Joseph Groussard            |
| 1958 | Jean Gainche              | André Ruffet            | Joseph Thomin Fernand Picot |
| 1959 | Emmanuel Crenn            | Jean Gainche            | Félix Lebuhotel             |
| 1960 | Hubert Ferrer             | André Foucher           | Joseph Velly                |
| 1961 | Fernand Picot             | Emile Le Bigaut         | Max Bléneau                 |
| 1962 | Jean Gainche              | Georges Groussard       | Joseph Morvan               |
| 1963 | Fernand Picot             | Pierre Le Mellec        | Fernand Delort              |
| 1964 | Jean Bourlès              | Hubert Ferrer           | Jean Gainche                |
| 1965 | François Goasduff         | Hubert Niel             | Jean-Louis Jagueneau        |
| 1966 | Claude Mazeaud            | Jean Bourlès            | Pierre Le Mellec            |
| 1967 | François Hamon            | Georges Chappe          | Maurice Morin               |
| 1968 | Jean Jourden              | Jean-Claude Lebaube     | André Zimmermann            |
| 1969 | Jean Jourden              | François Goasduff       | Léon-Paul Ménard            |
| 1970 | Gianni Marcarini          | Robert Bouloux          | Roland Berland              |
| 1971 | Jean-Pierre Danguillaume  | Jacques Gestraud        | Raymond Delisle             |
| 1972 | Robert Bouloux            | Gérard Besnard          | Enzo Mattioda               |
| 1973 | Jean-Claude Largeau       | Gilbert Bellone         | Guy Sibille                 |
| 1974 | Raymond Martin            | Jacques Botherel        | Claude Aiguesparses         |
| 1975 | Cyrille Guimard           | Jean-Louis Danguillaume | Guy Santy                   |
| 1976 | Jacques Bossis            | Patrick Perret          | Pierre-Raymond Villemiane   |
| 1977 | Jacques Bossis            | Roger Legeay            | Christian Seznec            |
| 1978 | Pierre-Raymond Villemiane | Joop Zoetemelk          | Marcel Tinazzi              |
| 1979 | Frits Pirard              | Jean Chassang           | Yvon Bertin                 |
| 1980 | Patrick Friou             | Jacques Bossis          | Bernard Becaas              |
| 1981 | Gilbert Duclos-Lassalle   | Dominique Arnaud        | Raymond Martin              |
| 1982 | Francis Castaing          | Régis Clère             | Didier Vanoverschelde       |
| 1983 | Pierre Bazzo              | Marc Madiot             | Stephen Roche               |
| 1984 | Sean Kelly                | Frédéric Vichot         | Éric Caritoux               |
| 1985 | Éric Guyot                | Rudy Matthijs           | Marc Madiot                 |
| 1986 | Martial Gayant            | Sean Kelly              | Søren Lilholt               |
| 1987 | Gilbert Duclos-Lassalle   | Jean-Claude Bagot       | Frédéric Brun               |
| 1988 | Luc Leblanc               | Charly Mottet           | Patrice Esnault             |
| 1989 | Jean-Claude Colotti       | Bruno Cornillet         | Gilles Delion               |
| 1990 | Bruno Cornillet           | Martial Gayant          | Thomas Wegmüller            |
| 1991 | Armand de Las Cuevas      | Andreas Kappes          | Miguel Arroyo               |
| 1992 | Ronan Pensec              | Serge Baguet            | Thierry Claveyrolat         |
| 1993 | Thierry Claveyrolat       | Jean-François Bernard   | Thierry Laurent             |
| 1994 | Andreï Tchmil             | Richard Virenque        | Jens Heppner                |
| 1995 | Rolf Järmann              | Laurent Madouas         | Christian Henn              |
| 1996 | Frank Vandenbroucke       | Laurent Brochard        | Andreï Tchmil               |
| 1997 | Andrea Ferrigato          | Sergio Barbero          | Christopher Horner          |
| 1998 | Pascal Hervé              | Ludo Dierckxsens        | Stéphane Heulot             |
| 1999 | Christophe Mengin         | Markus Zberg            | Sergei Walerjewitsch Iwanow |
| 2000 | Michele Bartoli           | Nico Mattan             | Walter Bénéteau             |
| 2001 | Nico Mattan               | Patrice Halgand         | Patrick Jonker              |
| 2002 | Jeremy Hunt               | Stuart O’Grady          | Baden Cooke                 |
| 2003 | Andy Flickinger           | Anthony Geslin          | Nicolas Jalabert            |
| 2004 | Didier Rous               | Serge Baguet            | Guido Trentin               |
| 2005 | George Hincapie           | Aljaksandr Ussau        | Davide Rebellin             |
| 2006 | Vincenzo Nibali           | Juan Antonio Flecha     | Manuele Mori                |
| 2007 | Thomas Voeckler           | Thor Hushovd            | Danilo Di Luca              |
| 2008 | Pierrick Fédrigo          | Alessandro Ballan       | David López García          |
| 2009 | Simon Gerrans             | Pierrick Fédrigo        | Paul Martens                |
| 2010 | Matthew Goss              | Tyler Farrar            | Yoann Offredo               |
| 2011 | Grega Bole                | Simon Gerrans           | Thomas Voeckler             |
| 2012 | Edvald Boasson Hagen      | Rui Costa               | Heinrich Haussler           |
| 2013 | Filippo Pozzato           | Giacomo Nizzolo         | Samuel Dumoulin             |
| 2014 | Sylvain Chavanel          | Andrea Fedi             | Arthur Vichot               |
| 2015 | Alexander Kristoff        | Simone Ponzi            | Ramūnas Navardauskas        |
| 2016 | Oliver Naesen             | Alberto Bettiol         | Alexander Kristoff          |
| 2017 | Elia Viviani              | Alexander Kristoff      | Sonny Colbrelli             |
| 2018 | Oliver Naesen             | Michael Valgren         | Tim Wellens                 |
| 2019 | Sep Vanmarcke             | Tiesj Benoot            | Jack Haig                   |
| 2020 | Michael Matthews          | Luka Mezgec             | Florian Sénéchal            |
| 2021 | Benoît Cosnefroy          | Julian Alaphilippe      | Mikkel Frølich Honoré       |
| 2022 | Wout van Aert             | Axel Laurance           | Alexander Kamp              |
| 2023 | Valentin Madouas          | Mathieu Burgaudeau      | Felix Großschartner         |
| 2024 | Marc Hirschi              | Paul Magnier            | Magnus Cort Nielsen         |